# Ewa Nowak (pisarka)
Ewa Nowak (ur. 21 grudnia 1966 w Warszawie) – polska pisarka i publicystka.
Autorka felietonów, opowiadań oraz powieści dla dzieci i młodzieży. Jej twórczość podpowiada jak sobie radzić w domu i w szkole, w dobrych i złych chwilach, z przyjaciółmi i z rodzicami. Odnosi się do wartości takich jak uczciwość, szczerość wobec siebie i innych, przyjaźń, miłość i szacunek dla drugiego człowieka. Książki tej autorki cechuje intelektualny humor połączony z celnością opisywania rzeczywistości.
Akcja książek Ewy Nowak rozgrywa się w czasach jej współczesnych, jednak w obszarze zainteresowań pisarki znajdują się raczej problemy uniwersalne, właściwe ludziom w każdych czasach. Tematy, którymi zajmuje się autorka, to trudne wybory, pokonywanie własnych słabości, konieczność świadomego podejmowania walki o to, na czym człowiekowi najbardziej zależy, naturalne trudności w odróżnieniu dobra i zła, konsekwencje krótkowzroczności i bezmyślności, uwikłanie w niejednoznaczne sytuacje rodzinne, słabość psychiczna lub niepełnosprawność fizyczna.

## Życiorys
Ukończyła XXXVII LO w Warszawie, następnie Wyższą Szkołę Pedagogiki Specjalnej w Warszawie, wydział rewalidacji, kierunek: pedagogika terapeutyczna. Pracowała jako nauczycielka i pedagog-terapeuta.

## Twórczość
Zadebiutowała w 1997 r. w „Filipince” tekstem dotyczącym zdawania egzaminów ustnych pt. 100% skuteczności. Współpracuje z pismami „Cogito”, „Victor Gimnazjalista”, „Victor Junior”, „Trzynastka”, „Sens”.
W 2002 r. nakładem wyd. Pracownia Słów ukazał się jej debiut książkowy pt. Wszystko, tylko nie mięta. Pisarka współpracowała lub współpracuje z wydawnictwami: Czarna Owca, Egmont, Greg, HarperCollins, Prószyński i S-ka, Słowne, Wydawnictwo Literackie. 
Jednym z ważniejszych tematów, z jakimi zmierzyła się Ewa Nowak, jest temat miłości dzieci, niepodjęty do tej pory w literaturze polskiej. Za książkę Pajączek na rowerze otrzymała wyróżnienie w I Konkursie Literatury Dziecięcej im. Haliny Skrobiszewskiej. Inny ważny, podjęty przez autorkę temat to zagadnienie przemocy psychicznej w związku młodzieżowym. W 2009 roku jej powieść Bardzo biała wrona otrzymała tytuł Książki Roku Stowarzyszenia Przyjaciół Książki dla Młodych (Polskiej Sekcji IBBY). Również tytuł Książki Roku Polskiej Sekcji IBBY (2020) otrzymała powieść Orkan Depresja traktująca o depresji wśród nastolatków. Ta ostatnia powieść trafiła również na listę Białych Kruków (White Ravens) Międzynarodowej Biblioteki Młodzieżowej (niem. Internationale Jugendbibliothek, IJB).
Książki dla dorosłego czytelnika:
- Pszczoły nie myją nóg (Warszawa 2023)

Powieści serii „miętowej”:
- Wszystko, tylko nie mięta (Warszawa 2002, 2005, 2012, 2024)
- Diupa (Warszawa 2002, 2005, 2012, 2024)
- Krzywe 10 (Warszawa 2003, 2014, 2024)
- Lawenda w chodakach (Warszawa 2004, 2012, 2024)
- Drugi (Warszawa 2005, 2013, 2024)
- Michał Jakiśtam (Warszawa 2006, 2013, 2024)
- Ogon Kici (Warszawa 2006, 2013, 2024)
- Kiedyś na pewno (Warszawa 2007, 2013, 2024)
- Rezerwat niebieskich ptaków (Warszawa 2008, 2013, 2024)
- Bardzo biała wrona (Warszawa 2009, 2013, 2024)
- Niewzruszenie (Warszawa 2010, 2014, 2024)
- Dane wrażliwe (Warszawa 2011, 2014, 2024)
- Drzazga (Warszawa 2012, 2024)
- Mój Adam (Warszawa 2013, 2024)
- Dwie Marysie (Warszawa 2014, 2024)
- Niebieskie migdały (Warszawa 2014)
- Pierwsze koty (Warszawa 2015, 2024)
- Grzywa (Warszawa 2018)

Inne książki dla starszych nastolatków:
- Nasze (Warszawa 2004)
- Bransoletka (Kraków 2013)
- Nie do pary (Warszawa 2015, 2022)
- Moja Ananke (Kraków 2016)
- Błahostka i kamyk (Warszawa 2016, 2022)
- Zerwij z nią (Warszawa 2017, 2022)
- Dzień wszystkiego (Warszawa 2019, 2022)
- Orkan Depresja (Warszawa 2020)

Książki dla młodszych nastolatków:
- Prawie czarodziejki (Warszawa 2005)
- Prawie czarodziejki II (Warszawa 2006)
- Koleżaneczki (Warszawa 2006, 2011, Kraków 2018)
- Pajączek na rowerze (Warszawa 2008, 2015, Kraków 2017-2024)
- Yellow Bahama w prążki (Warszawa 2009)
- Sekretnik (2016)
- Notes młodej pisarki (2018)

Książki dla młodszych dzieci:
- Środek kapusty (Warszawa 2006, 2012, Kraków 2018)
- Piotruś Kita (Warszawa 2007)
- Lisia i wrażliwi (Warszawa 2007, 2013, Kraków 2018)
- Skorpion i koń Dziąsło (Warszawa 2010, Kraków 2018)
- Noga w szufladzie, czyli domowa historia szpiegowska (Warszawa 2014, 2020)
- Najdroższy banan świata, czyli kto wykradł grę z komputera? (Warszawa 2014, 2020)
- Sopel bramkostrzelny, czyli najdroższy transfer w historii piłki nożnej (Warszawa 2020)
- Jagna i ekowyzwania (Warszawa, 2022)
- Jagna i biały wilk (Warszawa, 2023)

Seria „Janek i tata”:
- Pożar w stadninie (Warszawa 2021)
- Na dachu świata (Warszawa 2021)
- W podwodnych krainach (Warszawa 2022)
- Misja na Kalahari (Warszawa 2022)

Seria „Czytam sobie”:
- Szarka (Warszawa 2012)
- Pułapka na ktosia (Warszawa 2013)
- Apollo 11 (Warszawa 2014)
- Jezioro łabędzie (Warszawa 2015)
- Rok z kocicą Izabelą (Warszawa 2015)
- Mecz o wszystko (Warszawa 2016)
- Edison (Warszawa 2017)
- Droga do Nobla (Warszawa 2017)
- Kto uratował jedno życie... (Warszawa 2018)
- Dziadek do orzechów (Warszawa 2019)
- Bitwa Warszawska 1920 roku (Warszawa 2020)
- Nasza pani supermenka (Warszawa 2022)
- Pożar w fabryce (Warszawa 2024)

Seria „Poczytaj ze mną”:
- Na ratunek Karuzeli (Warszawa 2015)
- Kot, który zgubił dom (Warszawa 2016)
- Strażak Lulek (Warszawa 2018)

Seria „Pomóż mi przetrwać”:
- Elwirka na śnieżnej pustyni (Warszawa 2020)
- Porwanie jeża Eliasza (Warszawa 2020)
- Miron w pułapce (Warszawa 2021)
- Reginka szuka domu (Warszawa 2021)
- Złamane skrzydło Adrianka (Warszawa 2021)
- Mała Asia w wielkiej puszczy (Warszawa 2021)

Seria „Trzynastki” (Wznowione w 2014 jako „Niebieskie migdały”):
- Chłopak Beaty (Warszawa 2004, 2008)
- Cztery łzy (Warszawa 2004, 2008)
- Lina Karo (Warszawa 2004, 2010)
- Furteczki (Warszawa 2004, 2010)
- Piątki (Warszawa 2004, 2010)